# فنیل‌اتیل‌پیرولیدین
فنیل‌اتیل‌پیرولیدین (به انگلیسی: Phenylethylpyrrolidine) با فرمول شیمیایی C۱۲H۱۷N یک ترکیب شیمیایی با شناسه پاب‌کم ۴۱۱۷۳۵ است. که جرم مولی آن ۱۷۵٫۲۷ g/mol می‌باشد. این ترکیب آنالوگ فنتیل آمین است.